# Josef Weiszl
Josef Weiszl (* 3. März 1912, Felsőderna (rumänisch Derna, Gde. Derna, Bihor), Bz. Margitta (deutsch Margarethen, rumänisch Marghita), Kom. Bihar, kgl. Ungarn, Österreich-Ungarn; † 1984) war ein österreichischer SS-Oberscharführer (1943) und Mitarbeiter der Zentralstelle für jüdische Auswanderung in Wien, der Zentralstelle für jüdische Auswanderung in Prag (später als Zentralamt für die Regelung der Judenfrage bezeichnet) sowie der Reichszentrale für jüdische Auswanderung in Berlin, die praktisch dem Eichmannreferat im Reichssicherheitshauptamt (RSHA) unterstellt waren. Weiszl war zudem an der Deportation von Juden aus Frankreich in die Vernichtungslager beteiligt.

## Biografie
Weiszl, von Beruf Verkäufer, zog mit seinen Eltern während seiner Kindheit aus Rumänien nach Wien. Nach eigenen Angaben war er Ende der 1920er Jahre Mitglied in der Sozialdemokratischen Partei Österreichs und der Vaterländischen Front. Vor dem „Anschluss von Österreich“ an das  Deutsche Reich war Weiszl zeitweise arbeitslos. Über seinen Schwager, Wilhelm Höttl, wurde er Mitglied der SS und NSDAP. Er erhielt schließlich Ende November 1938 eine Anstellung bei der Zentralstelle für jüdische Auswanderung in Wien und wechselte von dort im Sommer 1939 zu der im Aufbau befindlichen Zentralstelle nach Prag. Weiszl war in den Zentralstellen bis Anfang 1940 jeweils im Innendienst bei der Ausweiskontrolle tätig. Nach einer Erkrankung war Weiszl von Mitte 1940 bis Ende 1941 Lagerführer in dem der Zentralstelle angegliederten Wiener Umschulungslager Doppl, wo er auch für die Buchhaltung der angegliederten Pappfabrikation verantwortlich war. Im Lager erhielt er aufgrund seiner Brutalität den Spitznamen „Bluthund“, er misshandelte Häftlingen mit einer Hundepeitsche und bereicherte sich auch an deren Eigentum.
Anschließend war Weiszl wieder in der Wiener Zentralstelle eingesetzt, wo er an der Deportation der Wiener Juden mitwirkte. Er galt als einer der gefürchtetsten SS-Männer und soll bei den sogenannten „Judenaushebungen“ auch einen Rohrstab eingesetzt haben. Im August 1942 wechselte er zur Reichszentrale nach Berlin und von dort im März 1943 erneut in das Zentralamt nach Prag. Anfang Juli 1943 wurde er nach Paris versetzt und war dort unter Alois Brunner an Judenrazzien beteiligt. Zudem war er bis März 1944 Angehöriger der Lagermannschaft des Sammellagers Drancy. Im November 1944 war er zum wiederholten Male in dem Zentralamt in Prag tätig. Von dort floh er am 5. Mai 1945 gemeinsam mit weiteren Angehörigen des Zentralamts nach Österreich.
Im August 1945 wurde Weiszl in Wien festgenommen. Nach der Untersuchungshaft wurde er 1947 an die französischen Behörden ausgeliefert. Der Militärgerichtshof in Paris verurteilte ihn am 8. Februar 1949 wegen Anstiftung und Beihilfe zum Mord sowie Freiheitsberaubung zu lebenslanger Haft. Nach einer Reduktion der Strafe auf 20 Jahre Haft erfolgte im Dezember 1955 seine Entlassung nach Österreich, wo er im Mai 1956 außer Verfolgung gesetzt wurde. Weiszl wurde in Österreich als Spätheimkehrer anerkannt und erhielt Heimkehrerfürsorge. Über seinen weiteren Lebensweg ist nichts bekannt.